# Sophora affinis
Sophora affinis är en ärtväxtart som beskrevs av John Torrey och Asa Gray. Sophora affinis ingår i släktet soforor, och familjen ärtväxter. Inga underarter finns listade i Catalogue of Life.